# Émilie Lepennec
Émilie Lepennec (París, 31 de diciembre de 1987) es una gimnasta artística francesa, campeona olímpica en 2004 en la prueba de las barras asimétricas.

## Carrera deportiva
En los JJ. OO. de Atenas 2004 gana el oro en las barras asimétricas, por delante de las estadounidenses Terin Humphrey (plata) y Courtney Kupets (bronce).
En el Campeonato Europeo celebrado en Debrecen (Rumania) en 2005 gana el oro en asimétricas y el bronce en al prueba de suelo.